# Chapala (kommun)
Chapala är en kommun i Mexiko.   Den ligger i delstaten Jalisco, i den centrala delen av landet, 400 km väster om huvudstaden Mexico City. Antalet invånare är 43 345. Arean är 386 kvadratkilometer.
Terrängen i Chapala är kuperad åt nordost, men åt sydväst är den platt.
Följande samhällen finns i Chapala:
- Chapala
- Ajijic
- Atotonilquillo
- Presa Corona
- Hacienda de la Labor
- San Vicente
- Vista del Lago